# Малък площад (Куманово)
Малкият площад (на македонска литературна норма: Мал плоштад) е вторият площад в центъра на град Куманово, Република Македония. Официалното име на площада е „Маршал Тито“ (Маршал Тито).
Площадът е разположен веднага югоизточно от Главния площад на града. На площада са разположени няколко забележителностив. В североизточния ъгъл е Паметникът на Революцията, обявен за културно наследство на страната. На южната му страна е Центърът за култура „Трайко Прокопиев“, на източната е Търговският център „Сума“, а на северната са Скопските дюкяни. В 2006 година в северозападния ъгъл на площада е поставена монумент на Йосип Броз Тито. В западната част на площада има паметник на така наречената Националноосвободителна борба.